# حلزون کمپر
حلزون کمپر (نام علمی: Elona quimperiana) نام یک گونه از راسته ستون‌چشم‌داران است.